# Люціян Марія Шкерьянц
Люціян Марія Шкерьянц (словен. Lucijan Marija Škerjanc 17 грудня 1900, Ґрац, Австро-Угорщина — 27 лютого 1973, Любляна, СФРЮ) — словенський композитор, диригент, піаніст і музичний педагог. Член Словенської академії наук і мистецтв з 1949.

## Життєпис
З 1902 жив у Любляні, тут закінчив школу. Навчався в Празькій консерваторії (1920–1921), потім вивчав композицію у Віденській академії музики у Йозефа Маркса і паризькій Schola cantorum у Венсана д'Енді (1924–1927), в галузі диригування удосконалювався в Базелі під керівництвом Фелікса Вайнгартнера (1930).
Уже в 1922 почав викладацьку діяльність в Любляні, з 1926 викладав у Люблінській консерваторії, в 1940–1970 вів клас композиції, в 1945–1947 — директор.
Одночасно в 1925–1945 керував одним з Люблінських оркестрів.
У 1950–1955 — директор Словенської філармонії та керівник її симфонічного оркестру. Опублікував також ряд підручників, книг та статей, в тому числі «Від Баха до Шостаковича» (1959).
У 1947 Шкерьянц став одним з перших лауреатів новоствореної Премії імені Прешерна (за Концерт для скрипки з оркестром), потім був удостоєний цієї нагороди ще тричі: в 1948 (за Четверту симфонію), 1950 (за кантату на вірші Прешерна «Вінок сонетів») і 1971 (за життєвий внесок у музичну композицію). У 1949 був обраний членом Словенської академії наук і мистецтв. У 2001 в Словенії була випущена поштова марка з портретом Шкерьянца.
Творча спадщина Шкерьянца включає п'ять симфоній, 4 увертюри, три оркестрові сюїти, Симфонічну траурну музику (словен. Simfonična žalna glasba 1942), два концерти (1940 і 1963, для лівої руки) і концертино (1949) для фортепіано з оркестром, скрипковий концерт (1944), концерти для фагота (1953), арфи (1954) і флейти (1962) з оркестром, п'ять струнних квартетів і іншу камерну музику, а також музику до спектаклів і кінофільмів.